# Djoulfa
Pour les articles homonymes, voir Djoulfa (homonymie).
Djoulfa (en azéri Culfa), anciennement Djougha (en arménien Ջուղա), est la capitale du raion de Djoulfa, dans la république autonome du Nakhitchevan, en Azerbaïdjan. Elle est située à la frontière avec l'Iran, à proximité de la ville iranienne homonyme de Djolfa.
« Au commencement du dix-septième siècle, Djoulfa était une riche, industrieuse, et belle ville de plus de 50 000 âmes. En 1605, Chah Abbas la fit brûler, voulant mettre un désert entre lui et les Turcs qui occupaient alors Nakhtchévan, et il transporta ses principaux habitants à Ispahan, où ils fondèrent le faubourg de Djoulfa. Des ruines nombreuses de ponts, de châteaux forts, d'églises, de tombeaux et de caravansérais, voilà tout ce qui reste aujourd'hui de cette ville jadis si peuplée et si prospère : une dizaine de familles établies sur la rive gauche de l'Araxe, dans un caravanserail inachevé, telle est la population actuelle de Djoulfa. ».
Selon Frédéric DuBois de Montperreux, Djoulfa abritait un « terrible scorpion noir », « plus grand et plus venimeux que les scorpions ordinaires : car il n'y a pas d'année qu'il ne périsse de sa piqûre quelqu'un de ces dix pauvres familles. ».

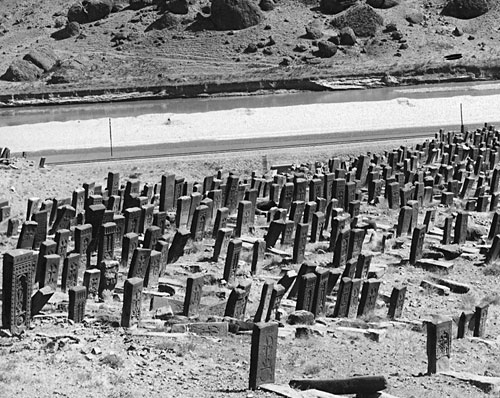
Ancien cimetière arménien de Djoulfa.

La ville abritait un vaste cimetière arménien détruit par l'Azerbaïdjan de 1998 à 2005 et remplacé par un camp militaire, destruction officiellement niée par la présidence azerbaïdjanaise ainsi que l'existence même du cimetière et d'une ancienne présence arménienne dans la région.